# Frederick Hasselborough
Frederick Hasselborough (? - 4 de noviembre de 1810), cuyo apellido también se escribe Hasselburgh y Hasselburg, fue un cazador de focas australiano, natural de Sídney, que descubrió la isla Campbell (4 de enero de 1810) y la isla Macquarie (11 de julio de 1810).